# ليونارد فاروجيا
ليونارد فاروجيا (بالإنجليزية: Nardu Farrugia)‏ هو لاعب كرة قدم مالطي، ولد في 23 نوفمبر 1956 في كركوب ‏ في مالطا. شارك مع منتخب مالطا لكرة القدم. أما مع النوادي، فقد لعب مع نادي فاليتا.